# Костенко Віталій Михайлович
Віта́лій Миха́йлович Косте́нко (4 січня 1971, с. Пашківка, Макарівський район, Київська область, Українська РСР — 17 серпня 2016, Авдіївка, Донецька область, Україна) — старший солдат Збройних сил України, учасник війни на сході України, командир відділення (12-й окремий мотопіхотний батальйон, 72-га окрема механізована бригада), позивний «Шаман».
Загинув під час мінометного обстрілу.
Похований у с. Пашківка, Макарівський район, Київська область.

## Нагороди
Указом Президента України № 567/2016 від 21 грудня 2016 року «за особисту мужність і самовідданість, виявлені у захисті державного суверенітету та територіальної цілісності України, вірність військовій присязі» нагороджений орденом «За мужність» III ступеня (посмертно).

## Вшанування пам'яті
- У Пашківцях громада села облаштувала Парк слави на честь загиблих в АТО героїв-земляків Віталія Костенка та Руслана Присяжнюка[3][4].